# Les Horribles Cernettes
Les Horribles Cernettes (phát âm tiếng Pháp: [le.z‿ɔʁiblə sɛʁnɛt], "Những cô nàng CERN kinh quái") là ban nhạc pop nữ chuyên hát nhại. Các thành viên của nhóm đều là nhân viên của Tổ chức nghiên cứu hạt nhân châu Âu (CERN), chuyên biểu diễn tại văn phòng của CERN và các sự kiện khác liên quan đến vật lý hạt. Phong cách âm nhạc của ban thường được miêu tả là doo-wop. Tên tắt của ban, LHC, giống với máy gia tốc hạt lớn (tiếng Anh: Large Hadron Collider), mà sau đó được CERN chế tạo. Các bài hát dí dỏm của họ được đăng tải miễn phí trên trang web của nhóm.

## Lược sử
Les Horribles Cernettes được thành lập năm 1990 bởi Michele de Gennaro, một nhân viên thiết kế đồ họa của CERN. Michele de Gennaro có quan hệ tình cảm với một nhà vật lý học và cô cảm thấy khó khăn với giờ giấc của các ca làm việc của người yêu mình. Cô thu hút sự chú ý bằng cách bước lên sân khấu tại Lễ hội Hardronic của CERN và ca bản "Collider", một khúc ca sầu muộn kể về những đêm cô đơn của người bạn gái của nhà vật lý hạt, với các ca từ:
I gave you a golden ring to show you my love

You went to stick it in a printed circuit

To fix a voltage leak in your collector

You plug my feelings into your detector

You never spend your nights with me

You don't go out with other girls either

You only love your collider

Your collider.

lược dịch
Em gởi anh nhẫn vàng mối tình em đó

Anh lấy cắm vào bảng mạch in

Để sửa rò điện cái collector

Anh gắn tình em vào cái máy dò

Không đêm nào anh ở cạnh em

Cũng chẳng cô gái nào khác

Máy gia tốc tình anh chỉ có

Máy gia tốc tình anh.

Sau đó, nhóm được tập hợp lại dưới sự giúp sức của Silvano de Gennaro, một phân tích gia của ban Khoa học Máy tính tại CERN, who wrote additional songs. Danh tiếng ban nhạc nữ Les Horribles Cernettes bay xa và họ được mời đến các hội nghị vật lý quốc tế và ở The World '92 Expo ở Seville, các nhân vật nổi tiếng như Georges Charpak cũng mời họ đến biểu diễn tại tiệc nhận giải Nobel của ông. Tên tuổi của nhóm cũng xuất hiện trên khắp các mặt báo, trong đó có The New York Times, The Herald Tribune, La Tribune de Genève, and the CERN Courier. Trong suốt quá trình hoạt động, ban nhạc có nhiều lần thay đổi thành viên, nhưng họ vẫn giữ tên này đến ngày 21 tháng 7 năm 2012, ngày nhóm biểu diễn tiết mục cuối cùng tại Lễ hội Hardronic của CERN tại Thụy Sĩ.
Les Cernettes là chủ đề của tấm ảnh đầu tiên của ban nhạc và nó là một trong những tấm ảnh đầu tiên được đăng tải trên web:
Trở lại năm 1992, sau show diễn của họ tại Liên hoan Hardronic của CERN, đồng nghiệp Tim Berners-Lee của tôi đề nghị tôi một số ảnh scan của "những cô nàng CERN" để đăng lên một loại hệ thống thông tin nào đó mà anh ấy mới phát minh, tên là "World Wide Web". Tôi mới chỉ có những hình dung mơ hồ về nó, nhưng tôi cũng scan một số ảnh trên máy Mac của tôi và [truyền tải với giao thức] FThành phố chúng lên trang "info.cern.ch" của Tim, mà giờ đã khá nổi tiếng. Làm sao mà tôi biết rằng mình đã đặt một dấu ấn lịch sử, khi mà đó là tấm ảnh đầu tiên của một ban nhạc được click trên một trình duyệt web!

Silvano là người đã chụp tấm ảnh trên vào ngày 18 tháng 7 năm 1992.
Hoạt động của ban nhạc gián đoạn khi Silvano và Michele không còn hoạt động tại CERN, nhóm chính thức tan ra hồi cuối tháng 7 năm 2012, sau chuyến biểu diễn tại Lễ hội Hardronic của CERN vào ngày 21. Tuy nhiên, kể từ đó, Lynn Veronneau lại dấn thân nghiêm túc hơn và sâu hơn vào con đường solo.
Ngày 15 tháng 7 năm 2017, trong dịp kỷ niệm 25 năm (xuất hiện hình ảnh của nhóm lên World Wide Web), các thành viên ngày trước đã cùng nhau biểu diễn trong buổi hòa nhạc duy nhất tại Genève.

## Ca khúc
Truy cập đường dẫn liên kết để xem lời và âm thanh:
- "Liquid Nitrogen"
- "Daddy's Lab"
- "My Sweetheart is a Nobel Prize"
- "Surfing on the Web"
- "Antiworld"
- "Collider"
- "Strong Interaction"
- "Computer Games"
- "Microwave Love"

Các bài hát mới trong năm 2007 được biểu diễn lần đầu trong lễ hội Hardronic năm 2007 của CERN:
- "Big Bang"
- "Mr. Higgs"
- "Every Proton of You"